# Piet Verschuren
Petrus Johannus Maria (Piet) Verschuren (1944) is een Nederlands emeritus hoogleraar Methodologie van de Managementwetenschappen aan de Katholieke Universiteit Nijmegen.
Verschuren studeerde en promoveerde aan de Katholieke Hogeschool Tilburg in 1980 op het proefschrift Strukturele modellen met theoretische variabelen: de analyse van kausale relaties in modellen met theoretische variabelen door middel van stelsels lineaire strukturele vergelijkingen in het empirisch sociologisch en politikologisch onderzoek. Sinds 2002 was hij hoogleraar Methodologie aan de Managementwetenschappen aan de Faculteit der Managementwetenschappen van de Katholieke Universiteit Nijmegen. Verschuren ging in 2009 met emeritaat.
Verschuren deed onderzoek naar het ontwerpen van kwantitatief onderzoek, surveyonderzoek, marktonderzoek, praktijkgericht onderzoek, diagnostisch onderzoek, evaluatieonderzoek en verder de methodologie van het ontwerpen van onderzoek: van probleemanalyse, doel- en vraagstelling, operationalisering, afbakening tot visualisering van onderzoeksprocessen door middel van verschillende typen modellen.

## Publicaties
Na zijn proefschrift publiceerde Piet Verschuren verder oa.:
- 1986. De probleemstelling voor een onderzoek . Utrecht: Het Spectrum.
- 1989. Media-atlas van Nederland : een kwantitatieve en kwalitatieve beschrijving en verklaring van lokale medialandschappen. 's-Gravenhage: SDU.
- 1989. Structurele modellen tussen theorie en praktijk. Utrecht: Het Spectrum.
- 1995. Het ontwerpen van een onderzoek. Met Hans Doorewaard. Utrecht:Lemma.
- 1999. Designing a research project. Met Hans Doorewaard. Utrecht: Lemma.
- 2002. Dogma's en ontwikkelingen in wetenschap en methodologie : bedreigingen en kansen. Inaugurale rede Nijmegen.